# Hervás
Hervás – gmina w Hiszpanii, w prowincji Cáceres, w Estramadurze, o powierzchni 59,78 km². W 2018 roku gmina liczyła 4052 mieszkańców.